# 楚朱人
楚朱人是一個生活在印度安德拉邦中央丘陵區的表列部落。他們的傳統生活方式一直是狩獵和採集，語言是泰盧固語的分支。一般來説他們也與非楚朱人生活，用森林產品換糧食。

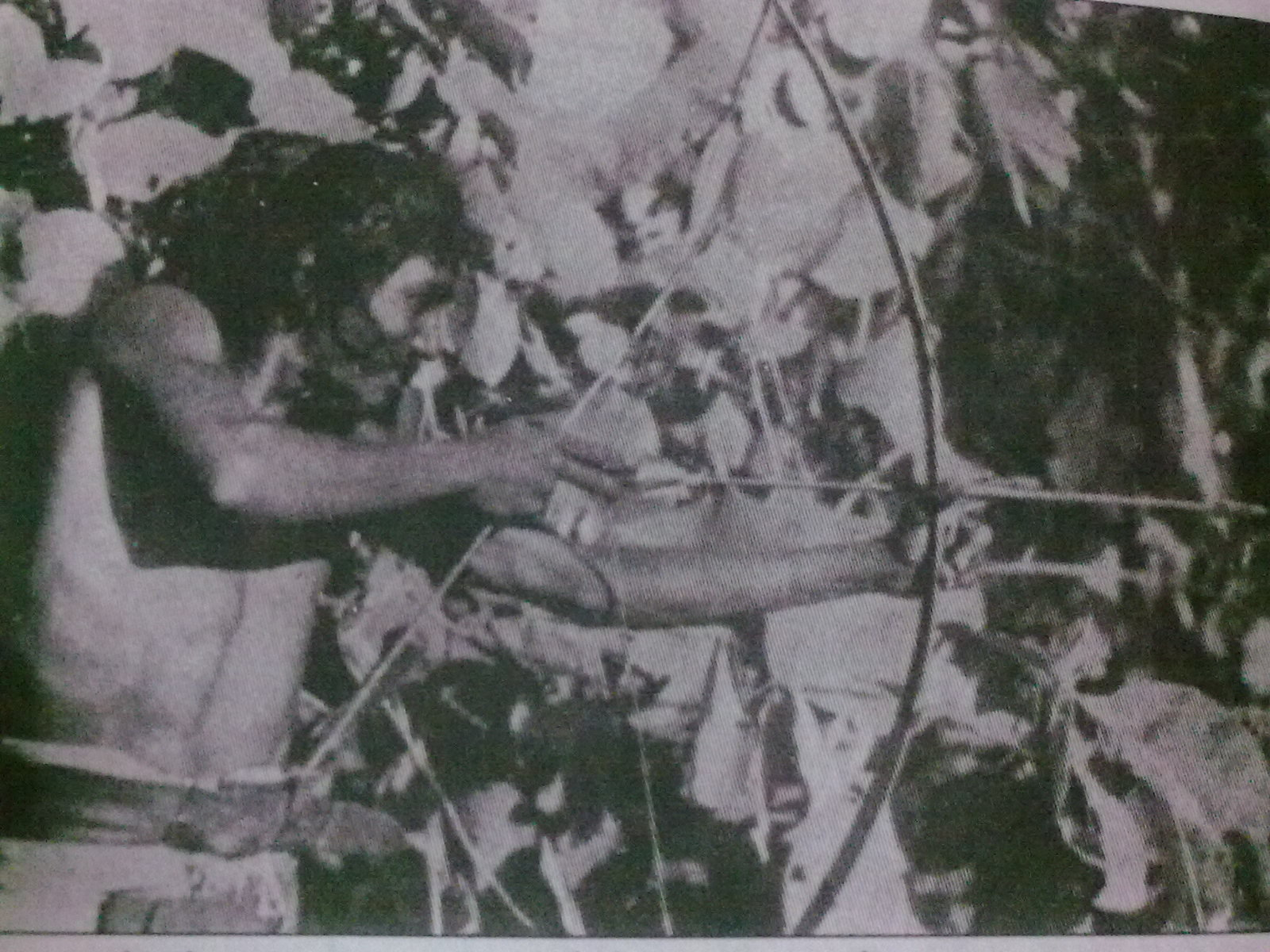
狩獵中的楚朱人

雖然政府為他們教育等的發展提供資金，但是難以滲透到真正的受益人。
直到現在楚朱人仍不務農，後來包括賤民在内的印度教徒也來到農耕放牧，楚朱人也從他們身上學到的農業。政府也努力使他們定居。